# モニカ・ニクレスク
モニカ・ニクレスク（Monica Niculescu, 1987年9月25日 - ）は、ルーマニア・スラティナ出身の女子プロテニス選手。自己最高ランキングはシングルス28位、ダブルス11位。これまでにWTAツアーでシングルス3勝、ダブルス8勝を挙げる。身長168cm、体重63kg。右利き、バックハンド・ストロークは両手打ち。

## 来歴
ニクレスクは5歳でテニスを始め2002年にプロに転向した。5年間ITFサーキットのサーキット大会に出場して、シングルスで15勝、ダブルスで21勝を挙げている。
2007年から4大大会の予選に挑戦し始め、2008年全豪オープンで初めて予選を勝ち上がり4大大会に初出場する。8月のニューヘイブン大会のダブルスでソラナ・チルステアと組み初めての決勝に進出したが、クベタ・ペシュケ&リサ・レイモンド組に 6–4, 5–7, [7–10] で敗れ準優勝となった。
2009年7月のブダペスト大会のダブルスでアリサ・クレイバノワと組みツアー2回目の決勝に進出する。決勝ではアリョーナとカテリナのボンダレンコ姉妹に 6–4, 7–6(5) で勝利し初のツアータイトルを獲得した。
2011年全豪オープンで第32シードのツベタナ・ピロンコバに 6-4, 6-1 で勝利し、4大大会では初の3回戦に進出した。3回戦では第6シードのフランチェスカ・スキアボーネに 0-6, 6-7(2) で敗れた。全米オープンでは全豪に続き3回戦に進出し、第27シードのルーシー・サファロバに 6-0, 6-1 で完勝し、初の4回戦に進出を果たした。4回戦ではアンゲリク・ケルバーに 4-6, 3-6 で敗れた。
10月の北京大会では予選から勝ち上がり、1回戦で地元の全仏優勝者李娜に 6-4, 6-0 で勝利して勢いに乗り、ベスト4に進出した。続くルクセンブルク大会はツアー初のシングルス決勝に進出。ビクトリア・アザレンカに 2-6, 2-6 で敗れたが、後半3大会の好成績によりトップ30入りを果たした。
2012年全豪オープンでは第31シードになり4大大会シングルスで初めてシード選手になった。シードを守って勝ち上がり3回戦で第1シードのキャロライン・ウォズニアッキに 2-6, 2-6 で敗れた。イリーナ＝カメリア・ベグと組んだダブルスではノーシードからベスト8に進出している。2月のカタール・トータル・オープンではベスト8に進出しランキングを自己最高の28位に上げたが、その後は早期敗退が多くなりロンドン五輪ルーマニア代表に選ばれていたが欠場した。ルクセンブルク大会では単複で決勝に進出したが、シングルスはビーナス・ウィリアムズに 2–6, 3–6 、イリーナ＝カメリア・ベグと組んだダブルスもアンドレア・フラバーチコバ&ルーシー・ハラデツカ組に 3–6, 4–6 で敗れ準優勝に終わった。
2013年3月のブラジル・テニス・カップの決勝でオリガ・プチコワを 6-2, 4-6, 6-4 で破りシングルスツアー初優勝を果たした。2014年9月の広州国際女子オープンでアリーゼ・コルネを 6–4, 6–0 で破り2勝目を挙げた。
2017年ウィンブルドン選手権では詹皓晴と組んだ女子ダブルスで決勝に進出した。決勝ではエカテリーナ・マカロワ&エレーナ・ベスニナ組に 0–6, 0–6 で1ゲームも奪えずに敗れ準優勝となった。

## WTAツアー決勝進出結果

### シングルス: 8回 (3勝5敗)
| 大会グレード                  |
| ----------------------------- |
| グランドスラム (0–0)          |
| WTAファイナルズ (0–0)         |
| プレミア・マンダトリー (0–0)  |
| プレミア5 (0-0)               |
| WTAエリート・トロフィー (0-0) |
| プレミア (0–0)                |
| インターナショナル (3–5)      |

| 結果   | No. | 決勝日         | 大会               | サーフェス    | 対戦相手               | スコア        |
| ------ | --- | -------------- | ------------------ | ------------- | ---------------------- | ------------- |
| 準優勝 | 1.  | 2011年10月23日 | ルクセンブルク     | ハード (室内) | ビクトリア・アザレンカ | 2–6, 2–6      |
| 準優勝 | 2.  | 2012年10月21日 | ルクセンブルク     | ハード (室内) | ビーナス・ウィリアムズ | 2–6, 3–6      |
| 優勝   | 1.  | 2013年3月2日   | フロリアノーポリス | ハード        | オリガ・プチコワ       | 6-2, 4-6, 6-4 |
| 優勝   | 2.  | 2014年9月20日  | 広州               | ハード        | アリーゼ・コルネ       | 6–4, 6–0      |
| 準優勝 | 3.  | 2015年6月15日  | ノッティンガム     | 芝            | アナ・コニュ           | 6–1, 4–6, 2–6 |
| 準優勝 | 4.  | 2016年9月25日  | ソウル             | ハード        | ララ・アルアバレナ     | 0–6, 6–2, 0–6 |
| 優勝   | 3.  | 2016年10月22日 | ルクセンブルク     | ハード (室内) | ペトラ・クビトバ       | 6–4, 6–0      |
| 準優勝 | 5.  | 2017年1月14日  | ホバート           | ハード        | エリーズ・メルテンス   | 3–6, 1–6      |

### ダブルス: 26回 (9勝17敗)
| 大会グレード          | 大会グレード                 |
| 2008年以前            | 2009年以後                   |
| --------------------- | ---------------------------- |
| グランドスラム (0–1)  |                              |
| WTAファイナルズ (0–0) |                              |
| ティア I (0–0)        | プレミア・マンダトリー (0-0) |
| ティア I (0–0)        | プレミア5 (0-3)              |
| ティア II (0–1)       | プレミア (1-3)               |
| ティア III (0–0)      | インターナショナル (8-9)     |
| ティア IV ＆ V (0–0)  | インターナショナル (8-9)     |

| 結果   | No. | 決勝日         | 大会            | サーフェス    | パートナー                 | 対戦相手                                              | スコア                 |
| ------ | --- | -------------- | --------------- | ------------- | -------------------------- | ----------------------------------------------------- | ---------------------- |
| 準優勝 | 1.  | 2008年8月23日  | ニューヘイブン  | ハード        | ソラナ・チルステア         | クベタ・ペシュケ リサ・レイモンド                     | 6–4, 5–7, [7–10]       |
| 優勝   | 1.  | 2009年7月12日  | ブダペスト      | クレー        | アリサ・クレイバノワ       | アリョーナ・ボンダレンコ カテリナ・ボンダレンコ       | 6–4, 7–6(5)            |
| 準優勝 | 2.  | 2009年8月2日   | スタンフォード  | ハード        | 詹詠然                     | セリーナ・ウィリアムズ ビーナス・ウィリアムズ         | 1–6, 4–6               |
| 準優勝 | 3.  | 2010年1月16日  | ホバート        | ハード        | 詹詠然                     | クベタ・ペシュケ 荘佳容                               | 6–3, 3–6, [7–10]       |
| 準優勝 | 4.  | 2010年7月18日  | プラハ          | クレー        | アグネシュ・サバイ         | ティメア・バシンスキー タチアナ・ガルビン             | 5–7, 6–7(4)            |
| 準優勝 | 5.  | 2011年7月23日  | バクー          | ハード        | ガリナ・ボスコボワ         | マリヤ・コリツェワ タチアナ・ポウチェク               | 3–6, 6–2, [8–10]       |
| 優勝   | 2.  | 2012年1月14日  | ホバート        | ハード        | イリーナ＝カメリア・ベグ   | 荘佳容 マリーナ・エラコビッチ                         | 6–7(4), 7–6(4), [10–5] |
| 準優勝 | 6.  | 2012年9月22日  | 広州            | ハード        | ヤルミラ・ガイドソバ       | 張帥 タマリネ・タナスガーン                           | 6-2, 2-6, [8-10]       |
| 準優勝 | 7.  | 2012年10月21日 | ルクセンブルク  | ハード (室内) | イリーナ＝カメリア・ベグ   | アンドレア・フラバーチコバ ルーシー・ハラデツカ       | 3–6, 4–6               |
| 準優勝 | 8.  | 2013年6月22日  | イーストボーン  | 芝            | クララ・ザコパロバ         | ナディア・ペトロワ カタリナ・スレボトニク             | 3-6, 3-6               |
| 優勝   | 3.  | 2014年1月4日   | 深圳            | ハード        | クララ・ザコパロバ         | リュドミラ・キチェノク ナディヤ・キチェノク           | 6–3, 6–4               |
| 優勝   | 4.  | 2014年1月11日  | ホバート        | ハード        | クララ・ザコパロバ         | リサ・レイモンド 張帥                                 | 6–2, 6–7(5), [10–8]    |
| 準優勝 | 9.  | 2014年4月13日  | カトヴィツェ    | ハード (室内) | クララ・クーカロバ         | ユリア・ベイゲルジマー オリガ・サブチュク             | 6–4, 5–7, [10–7]       |
| 準優勝 | 10. | 2015年1月17日  | ホバート        | ハード        | ビタリア・ディアチェンコ   | キキ・ベルテンス ヨハンナ・ラーション                 | 5–7, 3–6               |
| 準優勝 | 11. | 2015年10月3日  | 武漢            | ハード        | イリーナ＝カメリア・ベグ   | マルチナ・ヒンギス サニア・ミルザ                     | 2–6, 3–6               |
| 準優勝 | 12. | 2015年10月23日 | モスクワ        | ハード (室内) | イリーナ＝カメリア・ベグ   | ダリア・カサトキナ エレーナ・ベスニナ                 | 3–6, 7–6(7), [5–10]    |
| 優勝   | 5.  | 2016年1月9日   | 深圳            | ハード        | バニア・キング             | 徐一幡 鄭賽賽                                         | 6–1, 6–4               |
| 優勝   | 6.  | 2016年7月23日  | ワシントンD.C.  | ハード        | ヤニナ・ウィックマイヤー   | 青山修子 尾﨑里紗                                     | 6–4, 6–3               |
| 準優勝 | 13. | 2016年7月31日  | モントリオール  | ハード        | シモナ・ハレプ             | エカテリーナ・マカロワ エレーナ・ベスニナ             | 3–6, 6–7(5)            |
| 優勝   | 7.  | 2016年8月27日  | ニューヘイブン  | ハード        | サニア・ミルザ             | カテリナ・ボンダレンコ 荘佳容                         | 7–5, 6–4               |
| 準優勝 | 14. | 2016年10月22日 | ルクセンブルク  | ハード (室内) | パトリシア・マリア・ティグ | キキ・ベルテンス ヨハンナ・ラーション                 | 6–4, 5–7, [9–11]       |
| 優勝   | 8.  | 2017年4月16日  | ビール/ビエンヌ | ハード (室内) | 謝淑薇                     | ティメア・バシンスキー マルチナ・ヒンギス             | 5–7, 6–3, [10–7]       |
| 準優勝 | 15. | 2017年7月15日  | ウィンブルドン  | 芝            | 詹皓晴                     | エカテリーナ・マカロワ エレーナ・ベスニナ             | 0–6, 0–6               |
| 準優勝 | 16. | 2017年8月19日  | シンシナティ    | ハード        | 謝淑薇                     | 詹詠然 マルチナ・ヒンギス                             | 6–4, 4–6, [7–10]       |
| 優勝   | 9.  | 2019年2月3日   | ホアヒン        | ハード        | イリーナ＝カメリア・ベグ   | アンナ・ブリンコワ 王雅繁                             | 2–6, 6–1, [12–10]      |
| 準優勝 | 17. | 2019年8月23日  | ニューヨーク    | ハード        | マルガリータ・ガスパリアン | マリア・ホセ・マルティネス・サンチェス ダリヤ・ユラク | 5–7, 2–6, [7–10]       |

## 4大大会シングルス成績
略語の説明
| W | F | SF | QF | #R | RR | Q# | LQ | A | Z# | PO | G | S | B | NMS | P | NH |

W=優勝, F=準優勝, SF=ベスト4, QF=ベスト8, #R=#回戦敗退, RR=ラウンドロビン敗退, Q#=予選#回戦敗退, LQ=予選敗退, A=大会不参加, Z#=デビスカップ/BJKカップ地域ゾーン, PO=デビスカップ/BJKカッププレーオフ, G=オリンピック金メダル, S=オリンピック銀メダル, B=オリンピック銅メダル, NMS=マスターズシリーズから降格, P=開催延期, NH=開催なし.
| 大会           | 2007 | 2008 | 2009 | 2010 | 2011 | 2012 | 2013 | 2014 | 2015 | 2016 | 2017 | 2018 | 2019 | 2020 | 通算成績 |
| -------------- | ---- | ---- | ---- | ---- | ---- | ---- | ---- | ---- | ---- | ---- | ---- | ---- | ---- | ---- | -------- |
| 全豪オープン   | LQ   | 1R   | 2R   | 1R   | 3R   | 3R   | 1R   | 3R   | 1R   | 2R   | 1R   | 1R   | 1R   | 1R   | 8–13     |
| 全仏オープン   | LQ   | 1R   | 1R   | LQ   | 1R   | 1R   | 1R   | 2R   | 1R   | 1R   | 1R   | A    | A    |      | 1–9      |
| ウィンブルドン | LQ   | 2R   | 1R   | 2R   | 2R   | 1R   | 1R   | 1R   | 4R   | 2R   | 1R   | 1R   | 2R   |      | 8–12     |
| 全米オープン   | LQ   | 1R   | 1R   | 1R   | 4R   | 1R   | 1R   | 2R   | 2R   | 3R   | 3R   | 1R   | 1R   |      | 9–12     |